# Kolejarz Łódź
Kolejarz Łódź – klub piłkarski z siedzibą przy ul. Srebrzyńskiej 95 w Łodzi, posiadający sekcję męską i kobiecą.

## Seniorzy

### Drużyna kobieca
Zespół kobiecy w swej historii występował w najwyższej klasie rozgrywkowej – I lidze (sezon 1996/1997 i 1997/1998 – spadek).
W reprezentacji Polski, będąc zawodniczkami Kolejarza, występowały: Urszula Błaszczyk, Katarzyna Ekiel, Dorota Konefał, Klaudia Kowalska, Anastazja Kubiak, Izabela Popa oraz Jadwiga Wróblewska.
W sezonie 2006/2007 drużyna kobieca zajęła pierwsze miejsce w grupie mazowieckiej III ligi kobiet. W meczu barażowym o awans Kolejarz uległ Górnikowi Łęczna (tryumfatorowi grupy lubelskiej) i zmierzył się z Rolnikiem Biedrzychowice (zwycięzcą grupy opolskiej, pokonanym w pierwszym meczu barażowym przez Medyka II Konin), ale i tym razem łódzkie piłkarki przegrały.
Mimo to drużyna awansowała – zajęła w grupie południowej miejsce Sparty Lubliniec, która wycofała się przed rozpoczęciem rozgrywek nazywanych obecnie I ligą (najwyższą klasę rozgrywkową kobiet, dawną I ligę, przemianowano na ekstraligę).

### Drużyna męska
Do największych sukcesów piłkarzy należy gra w IV lidze w latach 2008-2010.

#### Sekcja męska w rozgrywkach ligowych
| Sezon   | Liga                                | Pozycja                             | Punkty                              | W-R-P                               | Bramki                              | Uwagi                               |
| ------- | ----------------------------------- | ----------------------------------- | ----------------------------------- | ----------------------------------- | ----------------------------------- | ----------------------------------- |
| 2004/05 | Klasa A (grupa Łódź II)             | 1/12                                | 66                                  | 22-0-0                              | 133:12                              | awans                               |
| 2005/06 | Klasa okręgowa (grupa Łódź)         | 5/18                                | 64                                  | 20-4-10                             | 89:40                               |                                     |
| 2006/07 | Klasa okręgowa (grupa Łódź)         | 4/16                                | 57                                  | 17-6-7                              | 74:29                               |                                     |
| 2007/08 | Klasa okręgowa (grupa Łódź)         | 2/18                                | 76                                  | 24-4-6                              | 94:36                               | awans                               |
| 2008/09 | IV liga (grupa łódzka)              | 13/18                               | 42                                  | 13-3-18                             | 50:77                               |                                     |
| 2009/10 | IV liga (grupa łódzka)              | 16/20                               | 43                                  | 13-4-21                             | 63:88                               | spadek                              |
| 2010/11 | Klasa okręgowa (grupa Łódź)         | 14/18                               | 41                                  | 12-5-17                             | 45:61                               |                                     |
| 2011/12 | Klasa okręgowa (grupa Łódź)         | 8/16                                | 41                                  | 12-5-13                             | 42:47                               | [ 3 ]                               |
| 2012/13 | Klub nie brał udziału w rozgrywkach | Klub nie brał udziału w rozgrywkach | Klub nie brał udziału w rozgrywkach | Klub nie brał udziału w rozgrywkach | Klub nie brał udziału w rozgrywkach | Klub nie brał udziału w rozgrywkach |
| 2013/14 | Klub nie brał udziału w rozgrywkach | Klub nie brał udziału w rozgrywkach | Klub nie brał udziału w rozgrywkach | Klub nie brał udziału w rozgrywkach | Klub nie brał udziału w rozgrywkach | Klub nie brał udziału w rozgrywkach |
| 2014/15 | Klasa B (grupa Łódź I)              | 5/8                                 | 20                                  | 6-2-6                               | 29:31                               | [ 4 ]                               |
| 2015/16 | Klasa B (grupa Łódź I)              | 2/12                                | 54                                  | 18-0-4                              | 87:20                               | awans                               |
| 2016/17 | Klasa A (grupa Łódź II)             | 8/14                                | 36                                  | 11-3-12                             | 55:59                               |                                     |
| 2017/18 | Klasa A (grupa Łódź I)              | 10/14                               | 32                                  | 9-5-12                              | 53:74                               |                                     |
| 2018/19 | Klasa A (grupa Łódź I)              | 3/14                                | 58                                  | 19-1-6                              | 78:41                               |                                     |
| 2019/20 | Klasa A (grupa Łódź II)             | 3/13                                | 27                                  | 9-0-3                               | 45:20                               | [ 5 ]                               |
| 2020/21 | Klasa A (grupa Łódź I)              | 2/11                                | 44                                  | 14-2-4                              | 75:30                               |                                     |
| 2021/22 | Klasa A (grupa Łódź I)              | 5/13                                | 41                                  | 11-8-5                              | 84:57                               |                                     |
| 2022/23 | Klasa A (grupa Łódź III)            | 6/12                                | 34                                  | 10-4-8                              | 58:37                               |                                     |
| 2023/24 | Klasa A (grupa Łódź I)              | 7/14                                | 41                                  | 12-5-9                              | 56:47                               |                                     |
| 2024/25 | Klasa A (grupa Łódź II)             | 4/14                                | 54                                  | 17-3-6                              | 53:29                               |                                     |

| Oznaczenie kolorami |
| ------------------- |
| III poziom ligowy   |
| IV poziom ligowy    |
| V poziom ligowy     |
| VI poziom ligowy    |
| VII poziom ligowy   |
| VIII poziom ligowy  |

## Młodzież
Poza zespołami seniorskimi klub zajmuje się także pracą z dziećmi i młodzieżą. W sezonie 2006/2007 klub utrzymywał drużyny w łódzkiej okręgowej lidze juniorów oraz klasach Deyna i Górski.